# Lægte
En lægte er et langt, spinkelt træstykke med kvadratisk eller rektangulært tværsnit, for smalt til at kaldes bræt og for spinkelt til at kaldes tømmer. Man skelner mellem målelægter, murlægter, skillerumslægte, taglægter med flere.[kilde mangler]